# 路易斯·德·贡戈拉-阿尔戈特

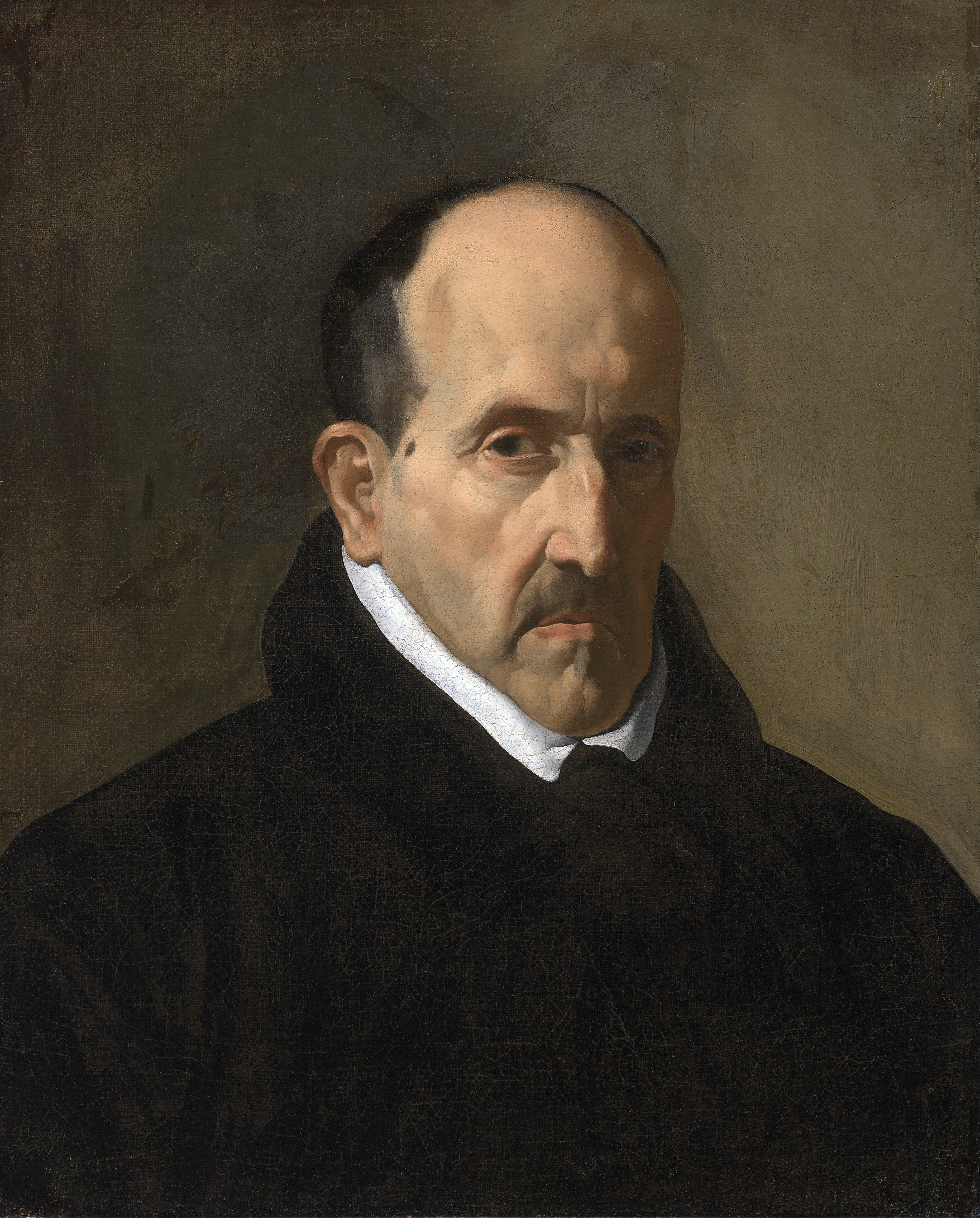
路易斯·德·贡戈拉-阿尔戈特

路易斯·德·贡戈拉-阿尔戈特（Luis de Góngora y Argote，1561年7月11日—1627年5月24日），西班牙诗人。生于哥多華的一个贵族之家，后成为神父。其诗集《西班牙荷马的诗作》曾被查禁。1612年开始写的长诗《孤独》是其代表作，2880行，未完成。诗中充满了奇特的修辞，体现了诗人“夸饰主义”的创作风格。